# タリホー (フレーズ)

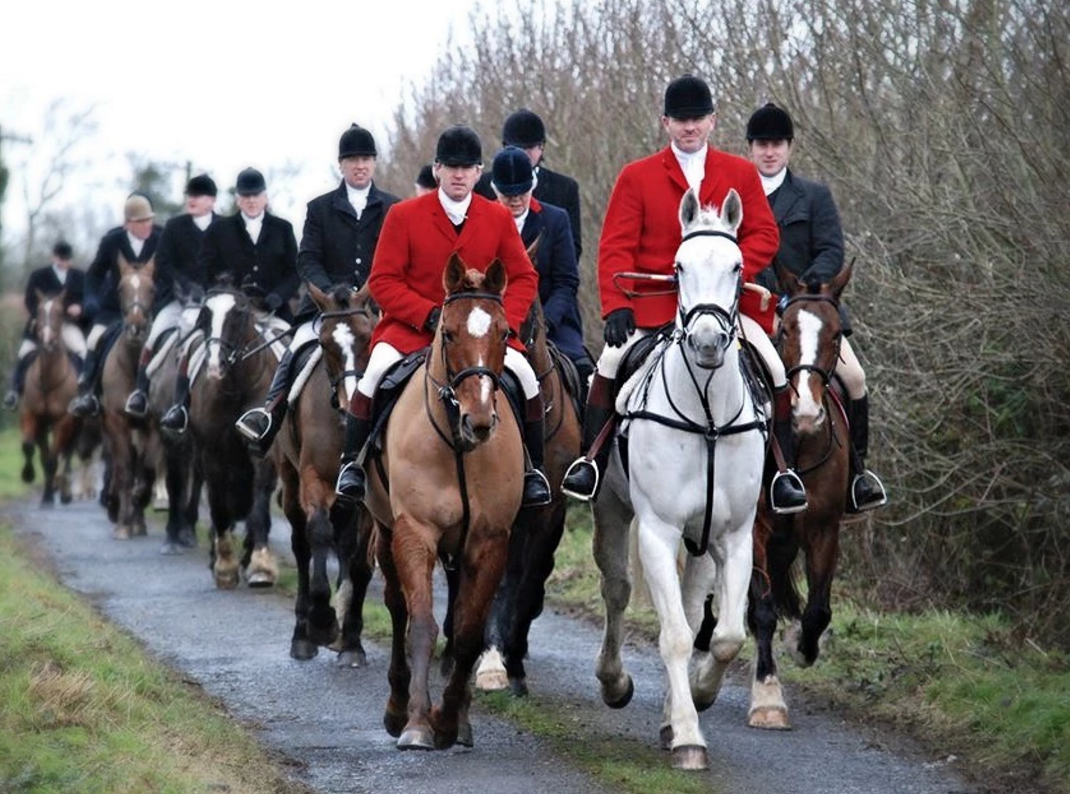
キツネ狩りの様子

タリホー（tally-ho）は、トロフィーハンティング等において猟師が獲物を発見したことを周囲に伝えるために発する伝統的な掛け声である。"away"や"back"などの方向を示す指示を伴うこともある。
元々はキツネ狩りで標的のキツネに対して使われる言葉だったが、後に「標的」一般に使われるようになり、20世紀には敵の飛行機や宇宙ゴミに対しても使われるようになった。また、この名前を持つ潜水艦や馬車もある。

## 語源
この言葉の使用は1772年ごろまで遡ることができ、鹿狩りの際に猟犬を興奮させるために言うフランス語の"taïaut"に由来するものと見られる。
"taïaut"は13世紀後半に"taille haut"という2つの言葉が結合して生まれたと考えられている。"taille"は剣の切っ先、"haut"は「高い」もしくは「高く上げられた」という意味である。よって、原義は「剣を上げろ」のような意味となる。

## 用法

### キツネ狩り
元々、キツネ狩りにおいてキツネを見つけた猟師が他の仲間に知らせるために発したものである。これは、他の獲物に対しても同様の状況で使用される。

### 空軍
第二次世界大戦中、空軍の戦闘機パイロットが敵機と交戦することを管制官に伝えるために使用した。また、（レーダー上ではなく）目視で敵機を発見したことを飛行隊長（または飛行中の他の指揮官）に知らせるためにも使われた。

### 海軍
イギリス海軍のT級潜水艦「タリホー」は、このフレーズに因んで命名された。この名前を持つ艦艇はこの潜水艦が唯一である。1942年に進水し、1967年に解体された。

### NASA
「タリホー」という言葉は、NASAの宇宙飛行士が、他の宇宙船、宇宙ステーション、未確認物体を目撃した際に使われている。

### 馬車

#### イギリス

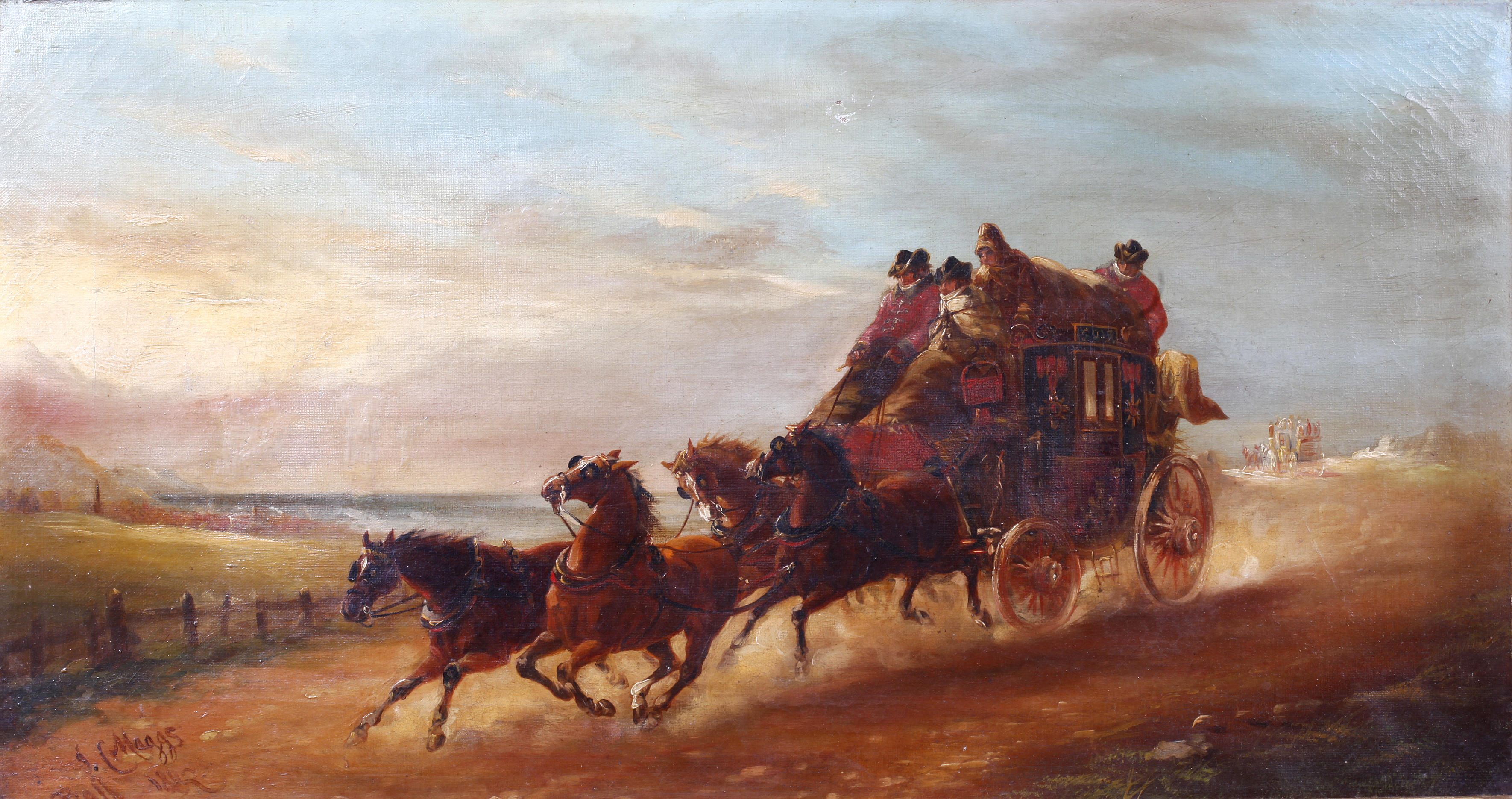
1884年の絵画に描かれた馬車「タリホー」

1823年から運用を開始された、サラ・アン・マウンテンが運営するロンドン・バーミンガム間の高速駅馬車が「タリホー」と名付けられていた。その他の高速駅馬車も同じ名前を使うようになり、高速駅馬車の代名詞となった。

#### アメリカ合衆国

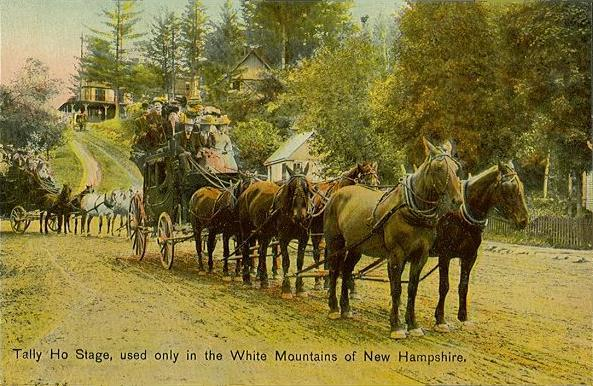
ニューハンプシャー州のタリホー馬車

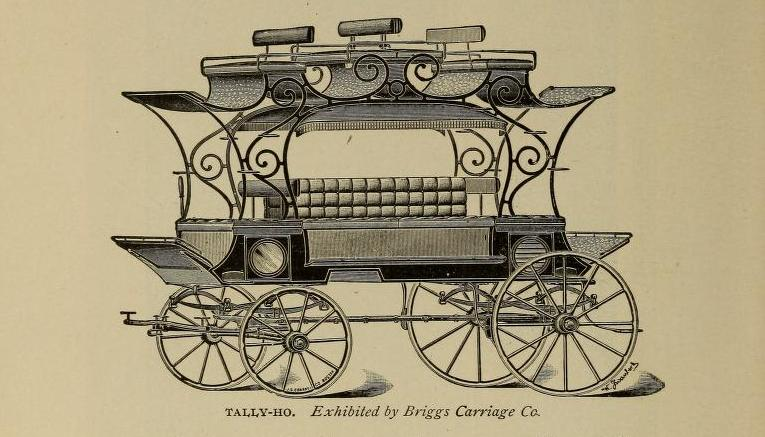
マサチューセッツ州エイムズベリーで製造されたタリホー馬車

アメリカ合衆国では、「タリホー」は大型の馬車や観光用に使われる屋根や側面のない馬車を指すことがある。